# Голямото изложение
Голямото изложение е международно изложение, първото от поредицата световни изложения в областта на индустрията и културата, които стават много популярни през 19 век. Според главния организатор на изложението принц Алберт фон Сакс-Кобург-Гота целите на изложението са комбиниране на наука, индустрия и изкуство.
Провежда се от 1 май до 15 октомври 1851 г. в Хайд Парк, Лондон. Пълното име на събитието е Голямото изложение на произведения на индустрията на всички нации (на английски: The Great Exhibition of the Works of Industry of all Nations или The Great Exhibition). Известно е и като Изложението от Кристалния дворец във връзка с временната конструкция от стъкло, в която са били разположени щандовете на производителите (наричано Кристал Палас). 
Голямото изложение се подготвя и провежда от кралска комисия (Royal Commission for the Exhibition of 1851), създадена през 1850 година от кралица Виктория. В нея дейно участие вземат съпругът й принц Алберт, като председател на комисията и главен организатор и неговия приятел и помощник, видният бизнесмен и музеен деятел Хенри Коул. На изложението присъстват много знаменитости, сред които: Чарлз Дарвин, Орлеанското кралско семейство и писателите Шарлот Бронте, Луис Карол, и Джордж Елиът.

Изложението е много успешно и приключва със значителна печалба от 186 000 британски лири. Вместо да бъде разпусната, комисията започва да администрира тази сума с благотворителна цел. Според кралската харта задачата ѝ е „да увеличава средствата за техническо образование и да пропагандира влиянието на науката и изкуството върху производството и индустрията“. С тази цел комисията закупува 86 акра (350 000 m2) в Южен Кенсингтън и полага основите на уникалния културен и музеен комплекс, наричан понякога Албъртополис, съставен от:
- Роял Албърт Хол
- Импириъл Колидж
- Кралски колеж по изкуство
- Кралски колеж по музика
- Музей Виктория и Албърт
- Природо-научен музей
- Музей на науката

Същата институция продължава да владее и управлява голяма част от имотите и днес (20. - 21. век), с президент принцеса Ан.